# Diplazium atirrense
Diplazium atirrense är en majbräkenväxtart som först beskrevs av Donn. Sm. och som fick sitt nu gällande namn av David Bruce Lellinger.
Diplazium atirrense ingår i släktet Diplazium och familjen Athyriaceae. Utöver nominatformen finns också underarten Diplazium atirrense lobulatum.